# 摩姓
摩姓是一個華人的姓氏，郡望為武威郡。

## 起源
- 漢代有天竺僧人摩騰來華傳教，其徒以摩為氏，有還俗者，遂以此姓相傳。

- 蒙古人的姓氏。
  - 元朝有將領去摩鐵木爾，其後人以摩為姓。
  - 民國時有摩爾根，曾任国民政府主席北平行轅警衛團附屬官。